# Гнилуха (Псковський район)
Гнилуха (рос. Гнилуха) — присілок в Псковському районі Псковської області Російської Федерації.
Населення становить 43 особи. Входить до складу муніципального утворення Завеличенська волость.

## Історія
Від 2015 року входить до складу муніципального утворення Завеличенська волость.

## Населення
| 2001 | 2002 | 2010 | 2014 |
| ---- | ---- | ---- | ---- |
| 39   | ↘32  | ↘30  | ↗43  |